# Dentimargo
Genre
Synonymes
- genre Longinella Laseron, 1957[2]
- sous-genre Marginella (Dentimargo) Cossmann, 1899[2]
- sous-genre Marginella (Eburnospira) Olsson & Harbison, 1953[2]
- sous-genre Marginella (Volvarinella) Habe, 1951[2]
- sous-genre Marginellona (Eburnospira) Olsson & Harbison, 1953[2]
- sous-genre Volvarinella (Eburnospira) Olsson & Harbison, 1953[2]
- genre Volvarinella Habe, 1951[2]

Dentimargo est un genre de mollusques gastéropodes de la famille des Marginellidae.

## Liste des espèces
Selon World Register of Marine Species (25 novembre 2018) :
- Dentimargo aggressorum Cossignani & Lorenz, 2018
- Dentimargo alchymista (Melvill & Standen, 1903)
- Dentimargo aliguayensis Bozzetti, 2017
- Dentimargo alisae Boyer, 2001
- Dentimargo allporti (Tenison Woods, 1876)
- Dentimargo altus (R. B. Watson, 1886)
- Dentimargo amoenus (Suter, 1908)
- Dentimargo anticleus (Dall, 1919)
- Dentimargo argonauta Espinosa & Ortea, 2002
- Dentimargo arvinus (Laseron, 1957)
- Dentimargo auratus Espinosa, Ortea & Moro, 2014
- Dentimargo aureocinctus (Stearns, 1872)
- Dentimargo aveniformis (P. Marshall, 1919) †
- Dentimargo balicasagensis T. Cossignani, 2001
- Dentimargo basareoi Espinosa, Ortea & Moro, 2012
- Dentimargo bavayi Espinosa, Ortea & Moro, 2011
- Dentimargo bifurcatus Boyer, 2017
- Dentimargo binotatus (Sykes, 1905)
- Dentimargo biocal Boyer, 2002
- Dentimargo bojadorensis (Thiele, 1925)
- Dentimargo cairoma (Brookes, 1924)
- Dentimargo caribbaeus Espinosa & Ortea, 2015
- Dentimargo chaperi (Jousseaume, 1875)
- Dentimargo cingulatus Boyer, 2002
- Dentimargo claroi Espinosa & Ortea, 2004
- Dentimargo clarus Thiele, 1925
- Dentimargo cruzmoralai Espinosa & Ortea, 2000
- Dentimargo debruini T. Cossignani, 1998
- Dentimargo delphinicus (Bavay, 1920)
- Dentimargo dentatus Lussi & G. Smith, 1996
- Dentimargo dentiens (May, 1911)
- Dentimargo dentifer (Lamarck, 1803) †
- Dentimargo dianae Lussi & G. Smith, 1996
- Dentimargo didieri Espinosa & Ortea, 2013
- Dentimargo dimidius Garrard, 1966
- Dentimargo dispoliatus Bavay, 1922
- Dentimargo eburneolus (Conrad, 1834)
- Dentimargo elatus (R. B. Watson, 1886)
- Dentimargo elusiva Sosso, Brunetti & Dell'Angelo, 2015 †
- Dentimargo epacrodonta Roth, 1978
- Dentimargo eremus Dall, 1919
- Dentimargo esther (Dall, 1927)
- Dentimargo exquisitus Boyer, 2017
- Dentimargo floralis (Marwick, 1928) †
- Dentimargo fortis (Laseron, 1957)
- Dentimargo fusiformis (Hinds, 1844)
- Dentimargo fusinus (Dall, 1881)
- Dentimargo fusuloides (Dell, 1956)
- Dentimargo fusulus (Murdoch & Suter, 1906)
- Dentimargo galindoensis Espinosa, Moro & Ortea, 2011
- Dentimargo gibbus García, 2006
- Dentimargo giovannii Pérez-Dionis, Espinosa & Ortea, 2014
- Dentimargo grandidietti T. Cossignani, 2001
- Dentimargo guionneti T. Cossignani, 2001
- Dentimargo habanensis Espinosa, Ortea & Moro, 2012
- Dentimargo hakataramea (Maxwell, 1969) †
- Dentimargo hebescens (Murdoch & Suter, 1906)
- Dentimargo hennequini Cossignani, 2004
- Dentimargo hesperia (Sykes, 1905)
- Dentimargo idiochilus (Schwengel, 1943)
- Dentimargo imitator (Dall, 1927)
- Dentimargo incessa (Dall, 1927)
- Dentimargo jaffa Cotton, 1944
- Dentimargo janae T. Cossignani, 2011
- Dentimargo jeanmartinii Cossignani, 2008
- Dentimargo kawamurai (Habe, 1951)
- Dentimargo kemblensis (Hedley, 1903)
- Dentimargo kevini Cossignani, 2004
- Dentimargo kicoi Espinosa & Ortea, 2015
- Dentimargo lodderae (May, 1911)
- Dentimargo luridus (Suter, 1908)
- Dentimargo macnairi (Bavay, 1922)
- Dentimargo makiyamai (Habe, 1951)
- Dentimargo mayabequensis Espinosa & Ortea, 2015
- Dentimargo mayii (Tate, 1900)
- Dentimargo montrouzieri Boyer, 2003
- Dentimargo nauticus Espinosa, Ortea & Moro, 2012
- Dentimargo neglectus (Sowerby II, 1846)
- Dentimargo osmayi Espinosa & Ortea, 2014
- Dentimargo perexilis (Bavay, 1922)
- Dentimargo pumilus (Redfield, 1870)
- Dentimargo quilonicus (Melvill, 1898)
- Dentimargo ratzingeri Cossignani, 2006
- Dentimargo redferni Espinosa, Ortea & Moro, 2012
- Dentimargo reductus (Bavay, 1922)
- Dentimargo repentinus (Sykes, 1905)
- Dentimargo ringicula (G. B. Sowerby III, 1900)
- Dentimargo rivesi Espinosa & Ortea, 2013
- Dentimargo rogeri Espinosa & Ortea, 2014
- Dentimargo scapulatus Boyer, 2017
- Dentimargo slateri Lussi & G. Smith
- Dentimargo smithii (A. E. Verrill, 1885)
- Dentimargo somalicus T. Cossignani, 2001
- Dentimargo spengleri Lussi, 2007
- Dentimargo spongiarus Boyer, 2001
- Dentimargo stewartianus (Suter, 1908)
- Dentimargo suavis (Souverbie, 1859)
- Dentimargo subamoenus (Powell, 1937)
- Dentimargo subfusulus (Powell, 1932)
- Dentimargo subventricosior (Souverbie, 1863)
- Dentimargo tanorus (Dall, 1927)
- Dentimargo teramachi Habe, 1951
- Dentimargo tillmanni Espinosa & Ortea, 2013
- Dentimargo tonyi Espinosa & Ortea, 2014
- Dentimargo totomiensis Makiyama, 1927
- Dentimargo tropicensis Boyer, 2002
- Dentimargo tropicus (Laseron, 1957)
- Dentimargo undulatus Boyer, 2017
- Dentimargo vincenzoi T. Cossignani, 2001
- Dentimargo virginiae Boyer, 2001
- Dentimargo vitoria Espinosa & Ortea, 2005
- Dentimargo walkeri (E. A. Smith, 1899)
- Dentimargo wormaldi (Powell, 1971)
- Dentimargo yucatecanus (Dall, 1881)
- Dentimargo zaidettae Espinosa & Ortea, 2000
- Dentimargo zanzibaricus Bozzetti, 1997
- Dentimargo zetetes Roth, 1978